# Rotiferophthora attenuata
Rotiferophthora attenuata är en svampart som beskrevs av Glockling 1994. Rotiferophthora attenuata ingår i släktet Rotiferophthora och familjen Cordycipitaceae.   Inga underarter finns listade i Catalogue of Life.